# Uppsala Vatten och Avfall
Uppsala Vatten och Avfall AB är ett kommunalägt aktiebolag i Uppsala. Bolaget är helägt av och ingår i koncernbolaget Uppsala Stadshus AB.

## Historik
Företaget bildades 2009 efter att tidigare ha varit en kommunal förvaltning men verksamheten har sin grund i det reningsverk som byggdes 1907. 
Uppsala Vatten äger Pumphuset som var Uppsalas första vattenverk som togs i drift 1875. 

## Verksamhet
Företagets uppgift är att försörja invånarna i Uppsala kommun med dricksvatten och sköta avlopp och avfallshanteringen i kommunen. Man producerar också biogas i en anläggning vid Kungsängen. 
Anläggningarna innefattar bland annat 650 kilometer vattenledningar, 850 kilometer avloppsledningar, 14 vattenverk, 11 reningsverk, 8 återvinningscentraler och ett hundratal pumpstationer. Vid bolagets anläggning Hovgården sker deponi och sortering av farligt avfall. Bolaget driver också det tekniska museet Pumphuset.  